# Doris Ramseier
Doris Ramseier, née le 18 mai 1939, est un cavalière suisse de dressage.

## Carrière
En 1961, elle fonde avec son mari Alfred, un centre équestre à Horgen.
Elle remporte la médaille d'argent par équipe aux Jeux olympiques d'été de 1976 à Montréal. Elle participe également aux Jeux olympiques d'été de 1992 à Barcelone.
Elle gagne les médailles de bronze au championnat du monde en 1986 à Cedar Valley et au championnat d'Europe en 1975 à Kiev.
Son fils est le cavalier Daniel Ramseier.

## Source, notes et références
1. ↑  « sportpferdeimbrook.com/fr/hist… »(Archive.org • Wikiwix • Archive.is • Google • Que faire ?).
2. ↑  https://data.fei.org/Person/Performance.aspx?personfeiid=10050004
3. ↑  « Short Bio », sur infostradasports.com (consulté le 15 avril 2023).